# Rhopalodontus perforatus
Rhopalodontus perforatus är en skalbaggsart som först beskrevs av Leonard Gyllenhaal 1813.  I den svenska databasen Dyntaxa används istället namnet Ropalodontus perforatus. Enligt Catalogue of Life ingår Rhopalodontus perforatus i släktet Rhopalodontus och familjen trädsvampborrare, men enligt Dyntaxa är tillhörigheten istället släktet Ropalodontus och familjen trädsvampborrare. Arten är reproducerande i Sverige. Inga underarter finns listade i Catalogue of Life.